# Bazimini
Bazimini – miasto na Komorach, na wyspie Anjouan. W 2006 roku liczyło 8 700 mieszkańców. Stanowi ośrodek przemysłu spożywczego i włókienniczego.